# Boyd Winchester

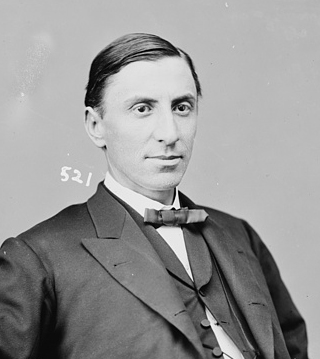
Boyd Winchester

Boyd Winchester (* 23. September 1836 im Ascension Parish, Louisiana; † 18. Mai 1923 in Louisville, Kentucky) war ein US-amerikanischer Politiker. Zwischen 1869 und 1873 vertrat er den Bundesstaat Kentucky im US-Repräsentantenhaus.

## Werdegang
Nach der Grundschule besuchte Boyd Winchester das Centre College in Danville und danach die University of Virginia in Charlottesville. Nach einem anschließenden Jurastudium an der University of Louisville und seiner 1857 erfolgten Zulassung als Rechtsanwalt begann er in Louisville in diesem Beruf zu arbeiten. Gleichzeitig schlug er eine politische Laufbahn als Mitglied der Demokratischen Partei ein. In den Jahren 1867 und 1868 saß er im Senat von Kentucky.
Bei den Kongresswahlen des Jahres 1868 wurde Winchester im fünften Wahlbezirk von Kentucky in das US-Repräsentantenhaus in Washington, D.C. gewählt, wo er am 4. März 1869 die Nachfolge von Asa Grover antrat. Nach einer Wiederwahl im Jahr 1870 konnte er bis zum 3. März 1873 zwei Legislaturperioden im Kongress absolvieren. In dieser Zeit wurde der 15. Verfassungszusatz ratifiziert.
1872 verzichtete Winchester auf eine erneute Kandidatur. In den folgenden Jahren praktizierte er wieder als Anwalt. Zwischen 1875 und 1877 war er Präsident einer Versicherungsgesellschaft. Im Jahr 1884 leitete er den regionalen demokratischen Parteitag in Kentucky. Zwischen 1885 und 1889 war Boyd Winchester Ministerresident und Generalkonsul in der Schweiz. Danach hat er keine weiteren politischen Ämter mehr bekleidet. Er starb am 18. Mai 1923 in Louisville und wurde dort auch beigesetzt.